# Wang Xizhi
Wang Xizhi (kinesiska: 王羲之), född 303 i Linyi, Shandong, död 361, var en kinesisk kalligraf, av många ansedd som den främste genom tiderna. En mästare i alla kalligrafiska stilar är han mest känd för sin löpande stil. Inget av hans originalverk finns bevarat men däremot finns flera kopior som kan anses ligga originalen mycket nära. Han tillbringade större delen av sitt produktiva liv i dagens Shaoxing, Zhejiang, och fick sju barn som alla växte upp till stora kalligrafer. Den mest kände av dessa var den yngste sonen Wang Xianzhi.
Wangs idag mest kända verk är Lantingji Xu.

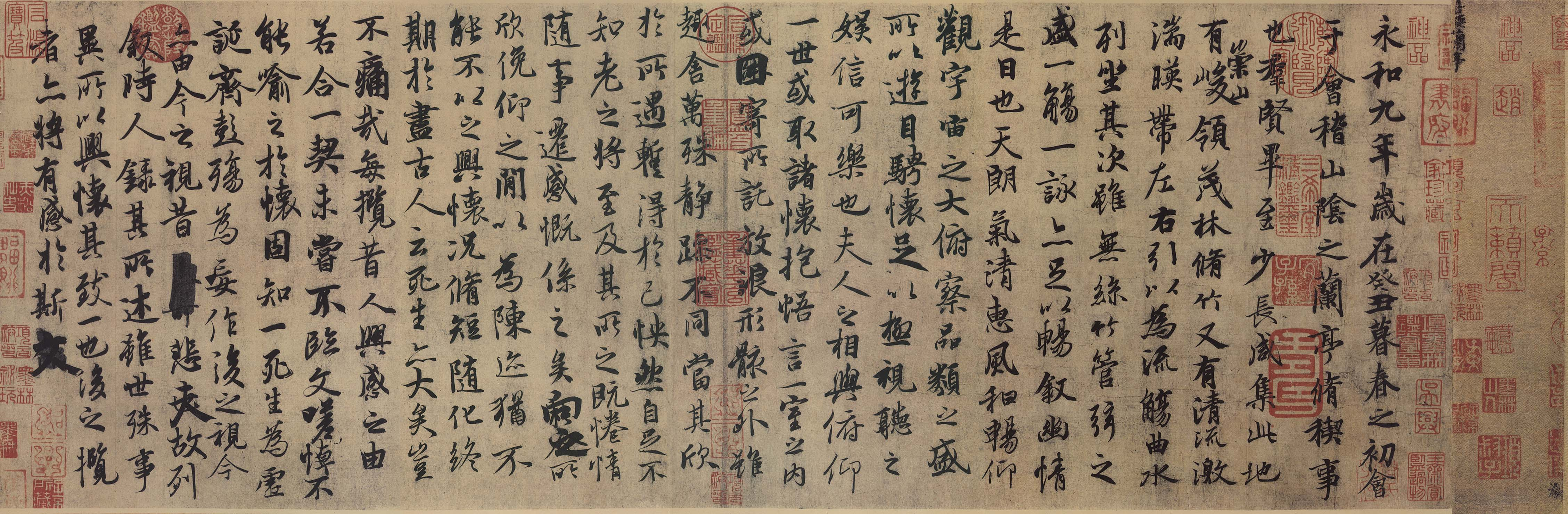
Kopia av Wang Xizhis Lantingji Xu utställd i Förbjudna staden i Peking.